# Michael Wiesinger
Michael Wiesinger (Burghausen, 27 december 1972) is een Duits voetbalcoach  en voormalig betaald voetballer.

## Carrière als speler
Wiesinger kwam uit de jeugdopleiding van 1860 München en kwam bij die club weer terecht na periodes bij eerst 1. FC Nürnberg en later Bayern München. Bij die laatste club beleefde hij zijn grootste successen met het winnen van onder meer het landskampioenschap en de Champions League. Hij speelde na 1860 ook nog bij SV Wacker Burghausen en SpVgg Weiden.

## Carrière als trainer
Na zijn afscheid als speler was Wiesinger actief als coach van de beloften van FC Ingolstadt 04. Hij was één seizoen werkzaam in deze functie, voor hij werd doorgeschoven naar het eerste elftal. Aldaar werd hij ontslagen na een zeventiende plaats van de club in de Tweede Bundesliga. In april 2011 keerde hij terug naar zijn voormalige club 1. FC Nürnberg, waar hij het tweede elftal onder handen nam. Na een jaar werd hij na het vertrek van Dieter Hecking naar VfL Wolfsburg coach van het eerste elftal. Op 7 oktober 2013, na een 5-0-nederlaag tegen Hamburger SV werd Wiesinger op straat gezet. Gertjan Verbeek werd zijn opvolger.